# Лотф Али-шах
Лотф Али-шах (перс. لطفعلى خان زند‎; ок. 1769— октябрь 1794) — последний шах Персии (Ирана) из династии Зендов (1789—1794). Старший сын и преемник персидского шаха Джафар-шаха (1785—1789).

## Биография
Лотф Али-шах пришел к власти после десятилетней борьбы за наследство среди представителей династии Зендов. В 1779 году после смерти основателя династии, Карим-хана Зенда (1760—1779), началась длительная междоусобная борьба за власть между его сыновьями и братьями. Постепенно большинство персидской знати стало переходить на сторону Ага Мохаммада Хан Каджара (1779—1797), предводителям тюркского племени Каджаров, который стремился победить Зендов и подчинить своей власти весь Иран.
Лотф Али-шах изображался человеком мужественным и настойчивым, пользовавшимся поддержкой своих подданных. Если бы Лотф Али-шах смог победить своего противника Ага Мохаммада Хана, он бы мог объединить под своей верховной властью Иран. Но роковая ошибка в генеральной битве положила конец амбициям Лотф Али-шаха. После его поражения 44-летнее правление династии Зендов подошло к концу.
В январе 1789 года в Ширазе в результате дворцового заговора был убит Джафар Хан (1785—1789), отец Лотф Али-шаха, вместе со своими приближенными. Организатором заговора был Саид Мурад-хан Зенд, родственник и соперник Джафар-хана. Саид Мурад-хан провозгласил себя новым шахом, но занимал престол только в течение четырёх месяцев. В мае 1789 года Лотф Али-шах с войском двинулся на Шираз, столицу Зендов, и осадил город. Саид Мурад-хана вынужден капитулировать. Лотф Али-шах занял Шираз, приказал казнить своего родственника Саид Мурад-хана, а сам вступил на шахский престол.
В том же 1789 году Ага Мохаммед Шах Каджар, правитель Северного Ирана, собрал силы и выступил в поход против Лотф Али-шаха. Битва между противниками произошла под стенами Шираза. Ага Мохаммед Шах Каджар одержал победу, использовав верблюдов, которые напугали конницу противника. Несмотря на своё поражение, Лотф Али-шах удержал за собой Шираз, а Ага Мохаммед Шах Каджар вернулся в Тегеран.
В следующем 1790 году Лотф Али-хан предпринял поход против наместника Кермана, который отказался лично прибыть в Шираз и подчиниться Зендам. Эта кампания завершилась неудачно, из-за суровой зимы Лотф Али-шах потерял много своих воинов и вынужден был вернуться.
В 1791 году Лотф Али-шах с войском выступил в поход на Исфахан, чтобы отбить этот важный город у династии Каджаров. Он начинает всё более подозрительно относиться к своему визирю Хаджи-Ибрахиму. Отправляясь в поход против Каджаров, Лотф Али-шах взял с собой в качестве заложника сына Хаджи-Ибрахима. В отсутствие шаха визирь Хаджи-Ибрахим захватил Шираз и перешел на сторону Ага Мохаммед Каджара. Одновременно родственники Хаджи-Ибрахима подняли бунт в шахской армии. Лотф Али-шах отступил в Керман, но потерпел поражение от Фатх-Али-хана, племянника Ага Мохаммеда Каджара. Лотф Али-шах с небольшим количеством сторонников бежал назад в Шираз, но Хаджи-Ибрахим отказался его впустить. Большая часть сторонников Лотф Али-шаха, опасаясь за судьбы своих семей, остававшихся в Ширазе, покинула его. Тогда Лотф Али-шах с горсткой сторонников бежал в Бушир, но не получил поддержки от местного наместника. Шах отправился в портовый город Бендер-Риг, где получил помощь от местного губернатора. Здесь Лотф Али-шах собрал небольшое войско и захватил города Бушир и Казерун. Правитель Казеруна был схвачен и ослеплен.
В 1791 году Лотф Али-шах выступил в поход на свою столицу Шираз, которую визирь Хаджи-Ибрахим передал его сопернику Ага Мохаммеду Каджару. Лотф Али-шах одержал победу над армией под командованием Мустафы Кули-хана Каджара. Вскоре Ага Мохаммед Шах Каджар во главе большой армии (30-40 тыс. чел.) выступил в поход против Лотф Али-шаха. В решающей битве Лотф Али-шах, несмотря на первоначальный успех, потерпел полное поражение от превосходящих сил Ага Мохаммед Каджара. Шираз был осажден и сдался в результате измены. Город был разграблен и разрушен.
Лотф Али-шах со своими сторонниками бежал в Керман и укрылся в Табасе. Лотф Али-шах попытался отбить Шираз обратно, но потерпел поражение. В июле 1792 года по приказу Ага Мохаммеда Каджара семья Лотф Али-шаха и родственники из династии Зендов были вывезены из Шираза в Тегеран.
В 1793 году Лотф Али-шах, не сумев вернуть Шираз, отправился в Кандагар, чтобы попросить военной помощи у афганского правителя Тимур-шаха. Однако в мае 1793 года Тимур-шах скончался, и Лотф Али-шах вынужден был вернуться обратно. Получив поддержку от племенных лидеров Бама и Нармашира, Лотф Али-шах продолжил борьбу с Каджарами. Во главе 1000 всадников Лотф Али-шах в 1794 году вступил в Керман, который удерживал в течение четырёх месяцев. В августе 1794 года Ага Мохаммед Каджар во главе большой армии осадил Керман. После длительной осады город пал в результате измены. По приказу Ага Мохаммед Каджара Керман был полностью разграблен. Все мужское население (20 ты. чел.) было перебито и ослеплено. Женщины и дети были проданы в рабство. Лотф Али-шах смог вырваться из Кермана и укрылся в Баме. Однако правитель Бама предал Лотф Али-шаха и перешел на сторону Ага Мохаммед Каджара. Лотф Али-шах был схвачен в Баме. Легенда гласит, что Лотф Али-шах в одиночку отважно сражался в течение двух часов с 14 противниками, пока не был схвачен.

## Смерть
Ага Мохаммед Каджар приказал пытать Лотф Али-шаха перед окнами своего дворца в Ширазе. Ему отрубили руку и выкололи глаза, после чего повезли на казнь в Тегеран. По пути 25-летний Лотф Али-шах, обессиленный жестокими пытками, скончался.
Английский писатель сэр Харфорд Джонс Бриджес знал Лотф Али, которого он называл «последним рыцарем среди царей Персии». Бриджес описал печальную смерть Лотф Али-шаха, его сын был кастрирован, его дочери были выданы замуж за простолюдинов, а его жена была обесчещена.
Его могила находится в Emamzadeh Zeid на Старом базаре Тегерана, портрет находится в Музее изобразительных искусств во Дворце Саадабада. Он показывает, что Лотф Али Хан был однозначно красивым и чрезвычайно умело обращался с мечом.

## В культуре
Сегодня одна из основных улиц в Ширазе носит имя Лотф Али-шаха Зенда. В Ширазе и в других городах многие улицы носят имя Карим-хана Зенда, основателя династии Зендов.